# Fars (taal)
De dialecten van Fars omvatten een groep van noord-en zuidwestelijke dialecten van het Perzisch die gesproken worden in en rond de Iraanse provincie Fars. De dialectgroep moet niet verward worden met de term Farsi die vaak gebruikt wordt als aanduiding voor het Perzisch.
De zuidwestelijke dialecten kunnen verdeeld worden in drie dialectfamilies:
- Zuidwestelijk (Luri)
- centraal-zuidelijk (Kuhmareyi)
- Zuidoostelijk (Larestani)

De noordwestelijke dialecten worden getypeerd als
- Koroshi
- Sivandi
- Abduyi
- Korouni